# Leo Freisinger
Leo Freisinger   (Chicago, 7 de febrer de 1916 - Mission Viejo, 29 d'agost de 1985) va ser un patinador de velocitat estatunidenc que va competir durant la dècada de 1930.
El 1936 va prendre part en els Jocs Olímpics de Garmisch-Partenkirchen, on disputà dues proves del programa de patinatge de velocitat. Guanyà la medalla de bronze en la prova dels 500 metres, mentre en la dels 1.500 metres fou quart.
El 1937 i 1938 va guanyar el títol nacional indoor i el 1940 el títol a l'aire lliure. El 1938 va establir un breu rècord del món dels 500 metres a Davos, ja que Hans Engnestangen el va millorar pocs minuts més tard. Freisinger va ser seleccionat per als Jocs de 1940, però l'esclat de la Segona Guerra Mundial obligà a la seva suspensió. Posteriorment va participar com a patinador en diferents espectacles professionals i va entrenar l'equip olímpic estatunidenc de patinatge de velocitat de 1964.